# جودی براون
جودی براون (انگلیسی: Jody Brown؛ زادهٔ ۱۶ آوریل ۲۰۰۲) بازیکن فوتبال اهل جامائیکا است.
وی در تیم ملی فوتبال زنان جامائیکا بازی کرده است.